# Plettenberg
Plettenberg település Németországban, azon belül Észak-Rajna-Vesztfália tartományban. Lakosainak száma 24 788 fő (2023. december 31.). Plettenberg Sundern, Finnentrop, Neuenrade, Werdohl és Herscheid községekkel határos.

## Népesség
A település népességének változása:
| Lakosok száma | 29 273 | 25 781 | 25 414 | 25 318 | 24 716 | 24 954 | 24 788 |
|               | 1975   | 2015   | 2017   | 2019   | 2021   | 2022   | 2023   |